# Epidiplosis lari
Epidiplosis lari är en tvåvingeart som beskrevs av Li 2006. Epidiplosis lari ingår i släktet Epidiplosis och familjen gallmyggor. Inga underarter finns listade i Catalogue of Life.